# Lachen Stadion
Lachen Stadion – wieloużytkowy stadion znajdujący się w mieście Thun, w Szwajcarii. Na tym stadionie swoje mecze rozgrywała drużyna piłkarska FC Thun. Stadion może pomieścić 9 375 widzów, miejsc siedzących jest 774. Został oddany do użytku w roku 1954. W 2011 roku został zastąpiony przez nowy obiekt, Arenę Thun.